# Земляные тиранны
Земляные тиранны (лат. Muscisaxicola) — род воробьиных птиц из семейства Тиранновые.

## Список видов
Международный союз орнитологов относит к роду 12 видов:
- Белолобый земляной тиранн Muscisaxicola albifrons (Tschudi, 1844)
- Белобровый земляной тиранн Muscisaxicola albilora Lafresnaye, 1855
- Скальный земляной тиранн Muscisaxicola alpinus (Jardine, 1849)
- Коричневобрюхий земляной тиранн Muscisaxicola capistratus (Burmeister, 1860)
- Серый земляной тиранн Muscisaxicola cinereus Philippi et Landbeck, 1864
- Желтошапочный земляной тиранн Muscisaxicola flavinucha Lafresnaye, 1855
- Чернолобый земляной тиранн Muscisaxicola frontalis (Burmeister, 1860)
- Muscisaxicola griseus Taczanowski, 1884
- Тонкоклювый земляной тиранн Muscisaxicola juninensis Taczanowski, 1884
- Масковый земляной тиранн Muscisaxicola maclovianus (Garnot, 1826)
- Пятнистоклювый земляной тиранн Muscisaxicola maculirostris D'Orbigny et Lafresnaye, 1837
- Рыжешейный земляной тиранн Muscisaxicola rufivertex D'Orbigny et Lafresnaye, 1837

Малый земляной тиранн Syrtidicola fluviatilis (P.L.Sclater et Salvin, 1866) ранее тоже относился к этому роду.